# Tipos de carreteras
Muchos tipos de carretera existen alrededor del mundo, todo de los cuales son vías que pueden ser utilizados por tráfico motorizado. Las carreteras no siempre están disponibles para uso por el público general: aunque por lo general las carreteras están disponibles para ser de uso público, en algunos casos se puede cobrar peaje por su uso. En algunos lugares el término "carretera de alta velocidad" (highway) se reserva para caminos de capacidad alta, en Europa hay diferencia entre carreteras de alta velocidad y carreteras de dos vías.
Los términos empleados para referirse a las distintas carreteras pueden variar según el país donde se utilicen. Por ejemplo en EE. UU. se utiliza la palabra autopista (freeway), mientras que en Reino Unido se utiliza la palabra motorway y en Alemania se usa la palabra autobahn: aun así, todos los términos son similares. Una carretera puede constar de una o más calzadas.

## Tipos de carreteras

### Carreteras privadas de uso general
- Entradas de autos (hacia propiedades privadas)

### Carreteras de capacidad más baja
- Avenida
- Callejón
- Calle secundaria
- Bulevar
- Calle lateral
- Carretera colectora
- Corte
- Callejón sin salida
- Carretera sin pavimentar
- Carreteras colectoras laterales
- Carril
- Calle peatonal
- Carretera
- Ciclovía
- Ruta
- Carreteras de calzada única
- Calle
- Carril peatonal lateral

### Carreteras de capacidad más alta, a veces conmedianas
- Carretera 2+1
- Carretera 2+2
- Carretera arterial
- Autostrasse
- Dual carriageway
- Expressway
- Parkway
- Carretera troncal
- Peaje

### Carreteras deaccesolimitado separadas por grados
- Autobahn
- Coche-estrada
- Vía rápida
- Autovía
- Carretera de acceso controlado
- Expressway, un término utilizado de forma diferente según el lugar.
- Autopista
- Autovía de alta calidad (HQDC)
- Carretera interestatal
- Carretera de acceso limitado
- Motorway
- Supercarretera de dos carriles

## Multi Modal
- Carreteras multimodales: un concepto más nuevo con caminos para clases diferentes de tráfico